# Juin 1974

## Évènements
- 2 juin : nouvelle Constitution au Mali, adoptée par référendum avec 99 % de oui. Les militaires restent seuls au pouvoir avec un parti unique.

- 9 juin (Formule 1) : Grand Prix automobile de Suède.

- 12 - 18 juin : Richard Nixon effectue au Moyen-Orient un voyage triomphal consacrant la diplomatie américaine.

- 15 juin : départ de la quarante-deuxième édition des 24 Heures du Mans.

- 16 juin : victoire de Henri Pescarolo et Gérard Larrousse aux 24 Heures du Mans.

- 23 juin (Formule 1) : Grand Prix automobile des Pays-Bas.

- 27 juin - 3 juillet[1] : voyage de Nixon à Moscou.

## Naissances
- 1er juin : Alanis Morissette, chanteuse canadienne.
- 5 juin : 
  - Tate Reeves, homme politique américain.
  - Martine Moïse, épouse de Jovenel Moïse et ancienne première dame de Haïti.
- 6 juin : Anson Carter, joueur de hockey.
- 13 juin : 
  - Valeri Boure, joueur de hockey sur glace russe.
  - Ophélie Gaillard, musicienne française.
  - Marie-Denise Gilles, footballeuse haïtienne.
  - Stephen Gilchrist Glover, Steve-o cascadeur de jackass
- 14 juin : 
  - Olivier de Benoist, comédien, humoriste et magicien français.
  - Valérie Plante, mairesse de Montréal.
- 16 juin : Alexandre Astier, réalisateur, scénariste et comédien français.
- 18 juin : Itziar Ituño, actrice espagnole.
- 21 juin : 
  - Giorgio Marengo, cardinal italien, préfet apostolique d'Oulan-Bator.
  - Axel Pahlavi, artiste français et iranien.
- 26 juin : Arnaud Fleurent-Didier, chanteur français.

## Décès
- 3 juin : Gino Cervi, acteur italien.
- 11 juin : Julius Evola, penseur italien.
- 18 juin : Gueorgui Joukov, maréchal soviétique (°1er décembre 1896).
- 22 juin : Darius Milhaud, compositeur français.